# Discos Radiactivos Organizados
Pour les articles homonymes, voir DRO.
Discos Radiactivos Organizados, communément abrégé DRO, est un label discographique indépendant espagnol. Il est fondé en janvier 1982 par Servando Carballar, leader du groupe de synthpop local Aviador Dro.

## Histoire
Créé dans un premier temps, en janvier 1982, afin d'auto-éditer les disques du groupe, son succès l'emmène à produire d'autres groupes alternatifs importants  comme Espasmódicos, Parálisis Permanente, Siniestro Total, Glutamato Ye-Yé, Decibelios ou Alphaville ainsi que d'autres rattachés à la Movida, et devient ainsi le principal label indépendant du pays. Avec le temps, le label devient l'un des plus grands de l'industrie musicale espagnole.
Il sortira plus tard des disques de groupes et musiciens comme Nacha Pop, Gabinete Caligari, Loquillo, Los Nikis, Los Locos, Extremoduro, Mojinos Escozíos, Marea, La Fuga, Fito y Fitipaldis, Celtas Cortos, Los Hermanos Dalton et Def Con Dos.
Après des fusions successives avec d'autres labels comme GASA, Tres Cipreses ou Twins, ses fondateurs finissent par l'abandonner en 1988 et il est racheté en 1992 par le major Warner Music Group, débouchant ainsi sur le label actuel Dro East West.